# Operacija Abeceda
Operacija Abeceda (izvirno angleško Operation Alphabet) je koda za 	britanski umik iz Narvika, ki je trajal med 24. majem in 8. junijem 1940.